# 毛部
毛部（もうぶ）は、漢字を部首により分類したグループの一つ。
康熙字典214部首では82番目に置かれる（4画の22番目）。

## 概要
「毛」の字は動物の表皮に生えている糸状のものを表す。毛の形に象るという。
『説文解字』では「毛は眉髪の属及び獣毛なり」とする。引伸して地表に生える草木を言うことがある。
偏旁の意符としては毛や毛の種類、毛皮製品に関することを示す。
毛部は上記のような意符を構成要素とする漢字を収める。

## 部首の通称
- 日本：け
- 中国：毛字底
- 韓国：털모부（teol mo bu、けの毛部）
- 英米：Radical fur

## 部首字
毛
- 中古音
  - 広韻 - 莫袍切、豪韻
  - 詩韻 - 豪韻、平声
  - 三十六字母 - 明母
- 現代音
  - 普通話 - ピンイン：máo 注音：ㄇㄠˊ ウェード式：mao 2
  - 広東語 - Jyutping:mou4 イェール式:mou4
- 日本語 - 音：ボウ（漢音）・モウ（呉音） 訓：け
- 朝鮮語 - 音：모(mo) 訓：털（teol、け）

## 例字
- 毛・毟・毬・毫・毯